# René Marage
Pour les articles homonymes, voir Marage.
 (octobre 2024).
La mise en forme du texte ne suit pas les recommandations de Wikipédia : il faut le « wikifier ».
Les points d'amélioration suivants sont les cas les plus fréquents :
- Les titres sont pré-formatés par le logiciel. Ils ne sont ni en capitales, ni en gras.
- Le texte ne doit pas être écrit en capitales (les noms de famille non plus), ni en gras, ni en italique, ni en « petit »…
- Le gras n'est utilisé que pour surligner le titre de l'article dans l'introduction, une seule fois.
- L'italique est rarement utilisé : mots en langue étrangère, titres d'œuvres, noms de bateaux, etc.
- Les citations ne sont pas en italique mais en corps de texte normal. Elles sont entourées par des guillemets français : « et ».
- Les listes à puces sont à éviter, des paragraphes rédigés étant largement préférés. Les tableaux sont à réserver à la présentation de données structurées (résultats, etc.).
- Les appels de note de bas de page (petits chiffres en exposant, introduits par l'outil «  Source ») sont à placer entre la fin de phrase et le point final[comme ça].
- Les liens internes (vers d'autres articles de Wikipédia) sont à choisir avec parcimonie. Créez des liens vers des articles approfondissant le sujet. Les termes génériques sans rapport avec le sujet sont à éviter, ainsi que les répétitions de liens vers un même terme.
- Les liens externes sont à placer uniquement dans une section « Liens externes », à la fin de l'article. Ces liens sont à choisir avec parcimonie suivant les règles définies. Si un lien sert de source à l'article, son insertion dans le texte est à faire par les notes de bas de page.
- La présentation des références doit suivre les conventions bibliographiques. Il est recommandé d'utiliser les modèles {{Ouvrage}}, {{Chapitre}}, {{Article}}, {{Lien web}} et/ou {{Bibliographie}}. Le mode d'édition visuel peut mettre en forme automatiquement les références.
- Insérer une infobox (cadre d'informations à droite) n'est pas obligatoire pour parachever la mise en page.

Pour une aide détaillée, merci de consulter Aide:Wikification.
Si vous pensez que ces points ont été résolus, vous pouvez retirer ce bandeau et améliorer la mise en forme d'un autre article.
Georges René Marie Marage, né à La Flèche (Sarthe) le 18 novembre 1859 et mort à Paris le 29 mars 1930, est un médecin et biologiste français.

## Éléments biographiques.
- Docteur en médecine (Paris, 1887) et en sciences naturelles (Paris, 1889). Thèse : Anatomie descriptive du sympathique chez les oiseaux, 1889
- Chargé de cours à l'Institut de phonétique de l'université de Paris (vers 1914)
- Officier de la Légion d'honneur (1927)

## Publications

### Livres
- Théorie de la formation des voyelles , Chez l'auteur, Paris,1900, 43 p.
- Traitement de la surdi-mutité, Chez l'auteur, Paris,1902
- Audition et phonation chez les sourds-muets, 1907, 10 p.
- Petit manuel de physiologie de la voix à l'usage des chanteurs et des orateurs : leçons recueillies par Madame Marage, 1911, 218 p.
- Règles acoustiques et cliniques de la rééducation auditive, Chez l'auteur, Paris, 1914

### Articles
- Les phonographes et l'étude des voyelles. In: L'année psychologique. 1898 vol. 5. pp. 226-244.
- Formation des voyelles. In: L'année psychologique. 1899 vol. 6. pp. 485-492.
- Phonation et audition d'après les travaux récents publiés en France. In: L'année psychologique. 1901 vol. 8. pp. 257-298.
- On photographie maintenant jusqu'à la voix humaine, La science et la vie, Novembre 1913, p.195-204

## Distinctions honorifiques
- Officier de la Légion d'honneur (1927)

## Iconographie
- La machine de Marage pour simuler les sons et la bouche formes créées en disant les cinq voyelles Date : 1900 Photo